# Xenochila
Xenochila là một chi rêu trong họ Plagiochilaceae.